# Supercoppa d'Islanda 2012
La Meistarakeppni karla 2012 è  stata la 41ª edizione di tale competizione. Si è disputata il 1º maggio 2012 a Reykjavík.
Nella stagione 2011 il KR Reykjavík ha vinto sia il campionato che la coppa nazionale, pertanto la sfida ha visto contrapposte il KR Reykjavík e l'FH Hafnarfjörður, vicecampione d'Islanda.
Ad aggiudicarsi il trofeo è stato il KR Reykjavík per la seconda volta nella sua storia.

## Tabellino
| Arbitro: | Magnús Þórisson |

|                            |           |  |
| Finnbogason 34’ (rig.) 44’ | Marcatori |  |